# ۴۴۲ (قمری)
۴۴۲ (قمری)، چهارصد و چهل و دومین سال در گاهشماری هجری قمری است. اول محرم این سال برابر با اول ژوئن سال ۱۰۵۰ میلادی است.

## وابسته
- زین‌الاخبار